# Burg Gemen

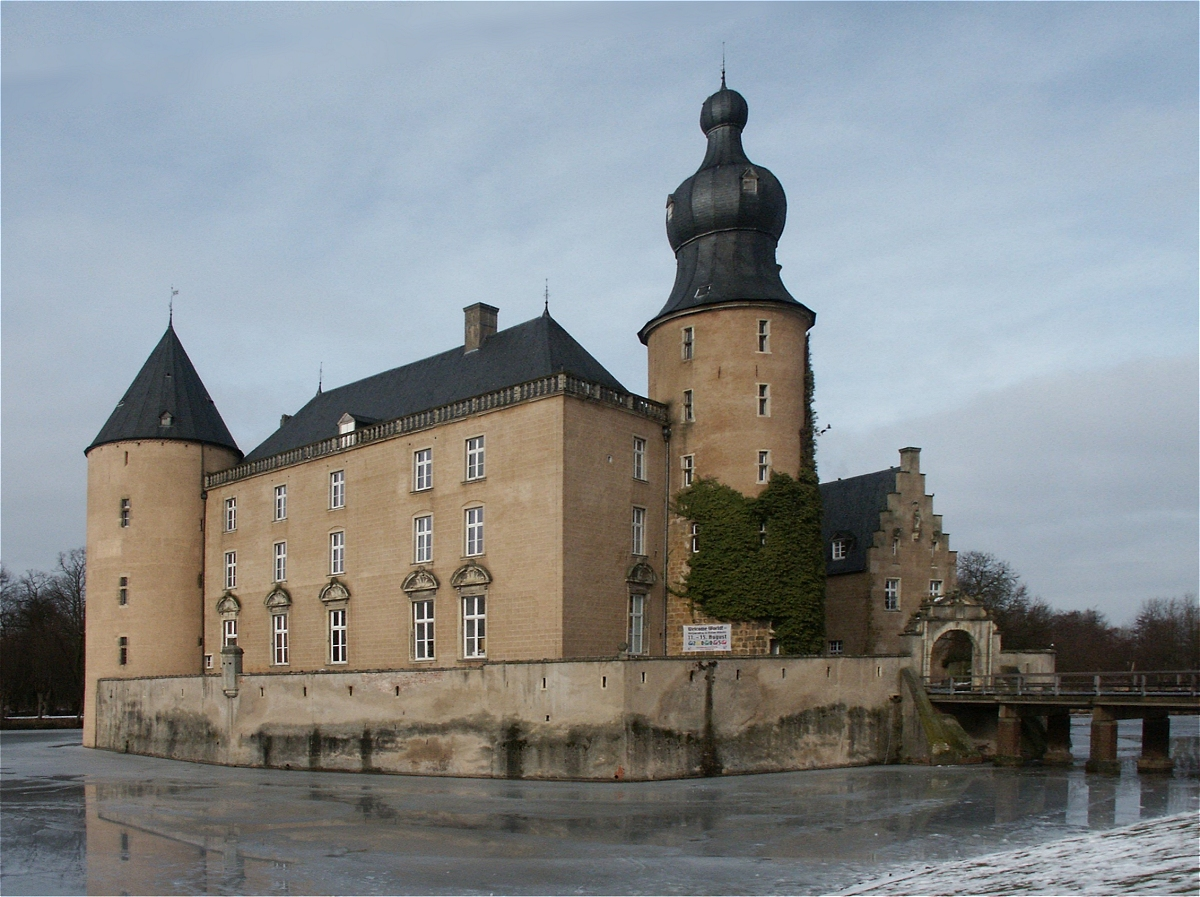
Die Wasserburg Gemen, Ansicht von Süden

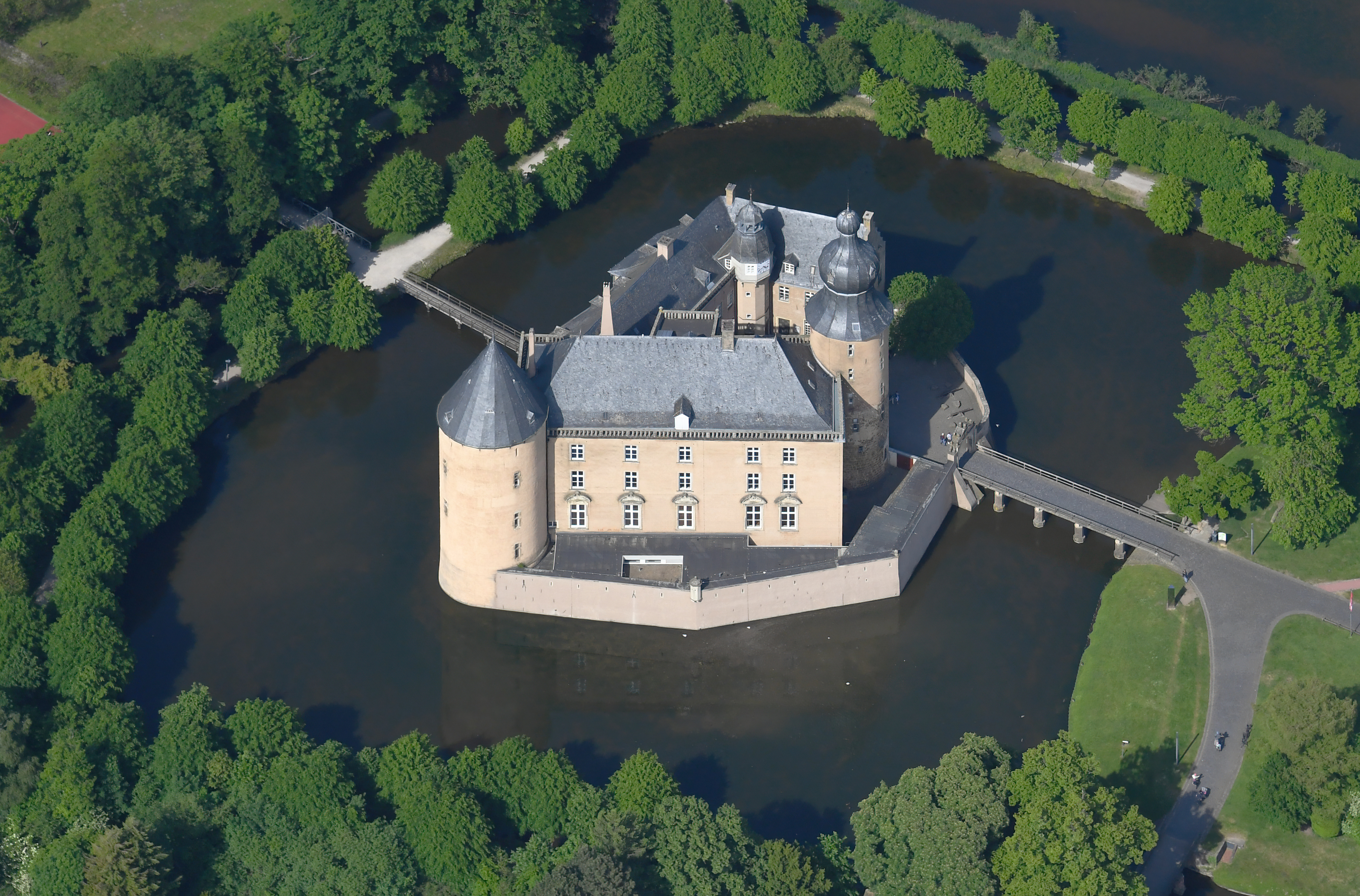
Luftaufnahme der Hauptburg (2014)

Die Burg Gemen steht in der Münsterländer Parklandschaft im früheren Sumpfgebiet der Bocholter Aa. Auch wenn der Name anderes vermuten lässt, handelt es sich bei der Anlage heute um ein Schloss. Seine frühere Schlossfreiheit gab dem heutigen Borkener Stadtteil Gemen in Nordrhein-Westfalen seinen Namen.
Das Schloss entstand aus dem allmählichen Umbau einer mehr als 900 Jahre alten Wasserburg, die von den Edelherren von Gemen, einem der einflussreichsten westfälischen Adelsgeschlechter seiner Zeit, erbaut wurde. Es steht auf zwei Inseln, die von einem weitreichenden Gräftensystem umflossen werden. Die Burg war Mittelpunkt der Herrschaft Gemen.

## Bewohner und Besitzer

### Mittelalter
962 wurde ein Hof namens Gamin als Vogteilehen des Damenstifts Vreden erstmals urkundlich erwähnt. Seine damalige Besitzerin mit Namen Mathilde konnte ihre Abstammung bis auf Herzog Widukind zurückführen. Seit dem Jahr 1100 ist dann mit Bernhardus die Ghemene urkundlich belegt, dass sich die Vredener Vögte nach ihrem Stammsitz nannten.
Die Geschichte der Herren von Gemen war seit dem 12. Jahrhundert von ständigen Auseinandersetzungen mit den Fürstbischöfen von Münster geprägt, die seit jener Zeit auch weltliche Landesherren dieser Region waren. Um sich ihre Reichsunmittelbarkeit zu bewahren, gingen die Burgbesitzer immer wieder erfolgreich wechselnde Bündnisse, so zum Beispiel mit den Grafen und späteren Herzögen von Kleve, dem Erzbischof von Köln und der reichsfreien Stadt Dortmund, ein.
Bereits in der zweiten Hälfte des 13. Jahrhunderts hatte sich die Herrschaft Gemen durch geschickte Heiratspolitik und siegreiche Fehden gegen die Nachbarn territorial erheblich erweitert. Als Heinrich III. von Gemen 1370 Familienoberhaupt wurde, begann der rasante Aufstieg der Gemener zu einem der wichtigsten Adelsgeschlechter in Westfalen. Heinrich erwarb die Burg von seinem Lehnsherrn und machte sie somit zum Allodial seiner Familie. Er war es auch, der die Anlage bis 1411 weiter ausbauen ließ. Ein heute noch erhaltener Inschriftenstein nennt ihn und seine Frau Katharina von Bronkhorst als die Bauherren.
Heinrichs Sohn Johann II. führte die Politik seines Vaters erfolgreich fort und konnte sein Herrschaftsgebiet im Westen bis Gelderland ausweiten. Als sein Sohn Heinrich IV. 1492 ohne männliche Erben starb, kamen Burg und Herrschaft durch Heirat der Cordula von Gemen an den Grafen Johann IV. von Holstein-Schaumburg und Sternberg.

### Neuzeit

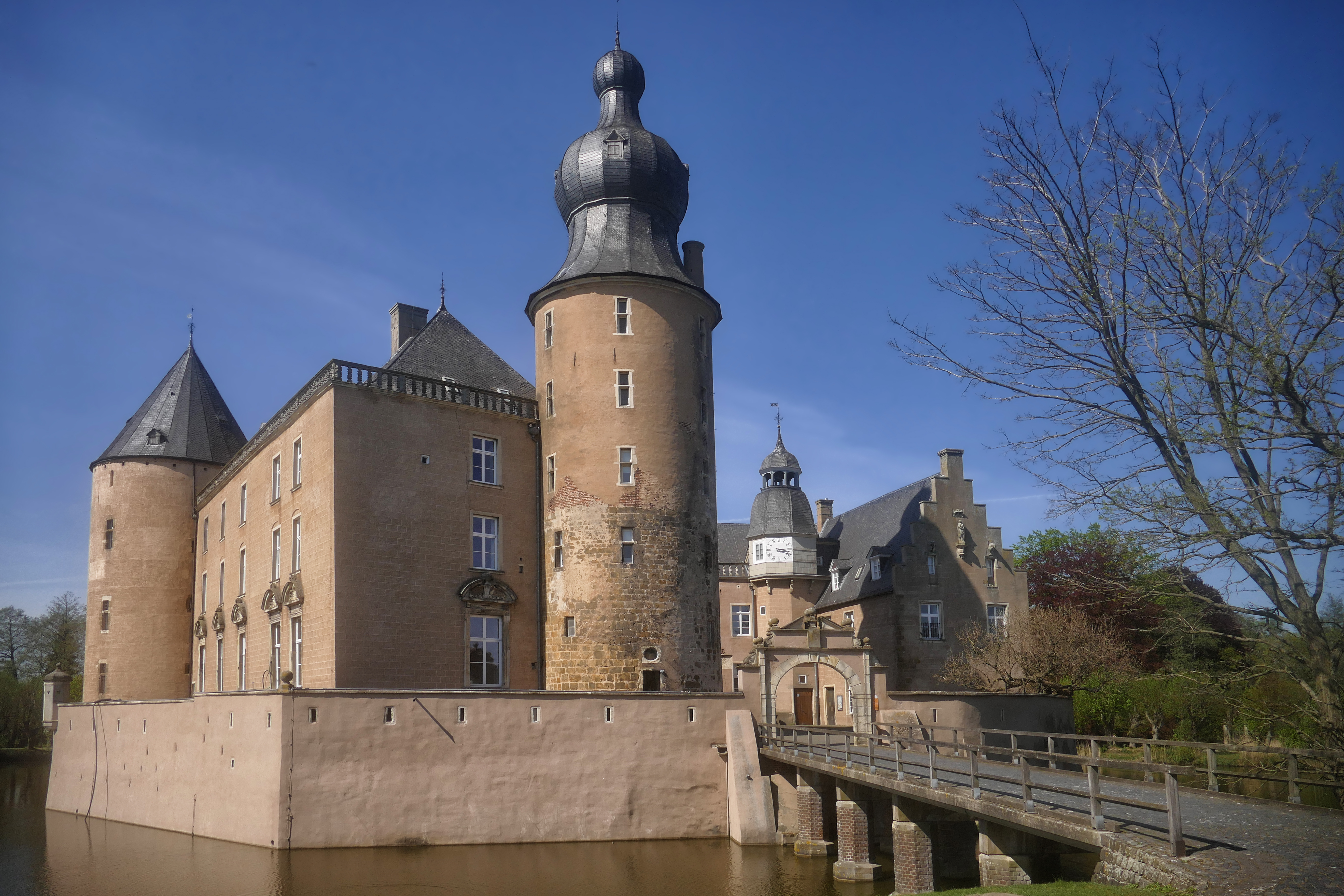

Dessen Enkel Jobst II., ein Vetter Wilhelms von Oranien, führte ab 1560 die lutherische Reformation in Gemen ein und legte somit den Grundstein für eine der ältesten protestantischen Gemeinden Westfalens. Weil Jobst II. auch den Freiheitskampf der Niederländer gegen das katholische Spanien unterstützte, wurde Gemen 1568 von Fernando Álvarez de Toledo, dem Herzog von Alba, belagert und geplündert. Anders erging es der Herrschaft jedoch im Dreißigjährigen Krieg. Jobst-Hermann, dem Enkel Jobsts II., gelang es, Gemen während der Kriegswirren nahezu schadlos zu halten.
Als Jobst-Hermann jedoch im Jahr 1635 unverheiratet starb, entbrannten Erbstreitigkeiten um die Herrschaft, in deren Verlauf sich Jobst-Hermanns Tante, die Gräfin Agnes von Limburg-Styrum, ihres Zeichens Äbtissin von Vreden, durchsetzen konnte. Sie trat ihr Erbe kurze Zeit später an ihren Neffen, Hermann Otto I. von Limburg-Styrum ab. Dessen Sohn Adolf Ernst von Limburg-Styrum versuchte erfolglos, in Gemen wieder den Katholizismus einzuführen.
1694 gelang es dann Hermann Otto II. von Limburg-Styrum den jahrhundertelangen Streit mit dem Bistum Münster um die Landeshoheit durch einen Prozess vor dem Reichskammergericht endgültig für seine Familie zu entscheiden. Am 15. September 1700 kam es anschließend zu einem Vergleich zwischen den beiden streitenden Parteien und die Herrschaft wurde reichsunmittelbar. Hermann-Otto II. war es auch, der die einstige Wehranlage in ein Schloss umgestalten ließ.

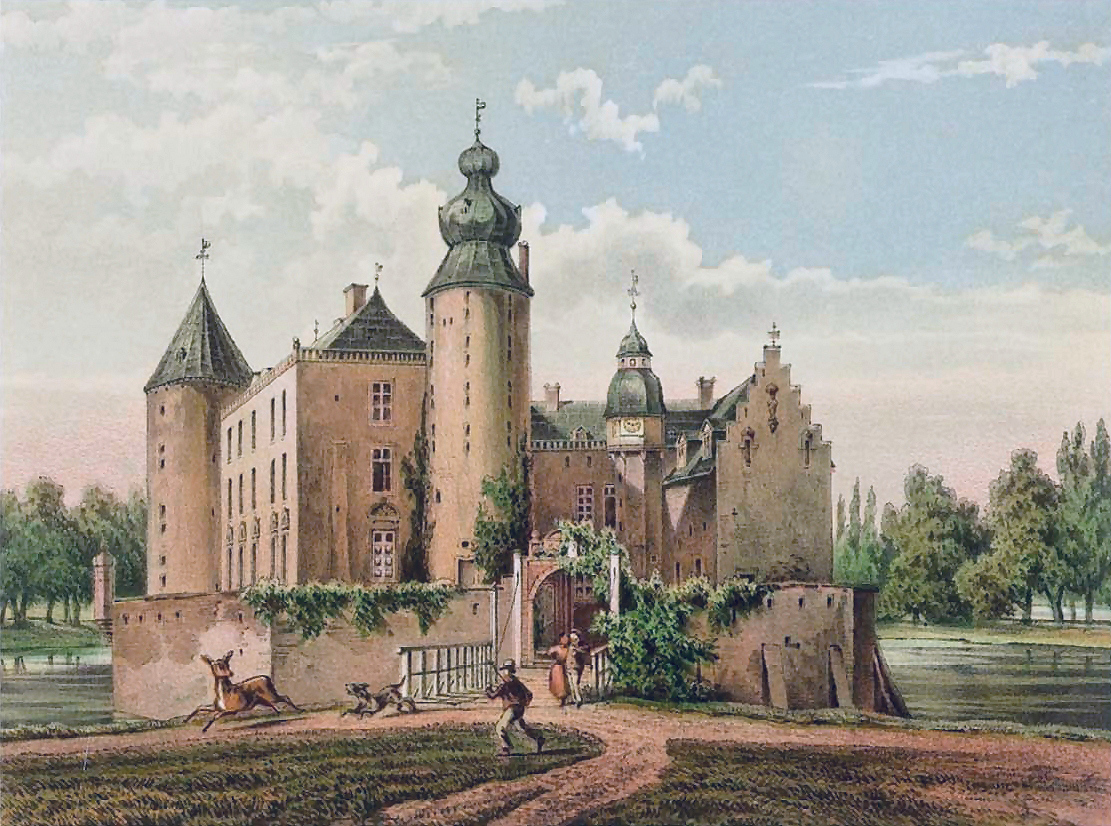
Lithographie von 1860

1772 wurde Damian August Philipp von Limburg-Styrum, Fürstbischof von Speyer, mit der Herrlichkeit Gemen belehnt. Als dieser 1775 dann zugunsten des Grafen Ferdinand Menrad von Limburg-Styrum-Illeraichen auf den Besitz verzichtete, erhob jedoch auch der Graf Simon August von Lippe-Detmold Ansprüche auf Gemen, da seine Familie die Rechtsnachfolge der Grafen von Holstein-Schaumburg angetreten hatte. Er sandte eine als Bauern verkleidete Abteilung Soldaten zum Schloss und ließ dieses im Handstreich besetzen. Erst im Januar 1776 gelang den Limburgern die Rückeroberung der Anlage, da ein strenger Winter die Schlossgräben hatte zufrieren lassen und so das Schloss von allen Seiten zugänglich war.
1800 erbte Freiherr Alois Sebastian von Bömelberg zu Erolzheim Burg und Herrschaft Gemen. Am 12. Juli 1806 wurde die Herrschaft mediatisiert und in das Fürstentum Salm eingegliedert. Sie verlor damit ihre Reichsunmittelbarkeit und wurde nur acht Jahre später – als Ergebnis des Wiener Kongresses – Preußen zugeschlagen.

Am 24. Mai 1822 erfuhr die Schlossanlage ihren vorerst letzten Besitzerwechsel. In jenem Jahr erwarb sie Reichsfreiherr Johann Ignatz Franz von Landsberg-Velen, der am 15. Oktober 1840 von König Friedrich Wilhelm IV. von Preußen in den Grafenstand erhoben wurde und sich anschließend Graf von Landsberg-Velen und Gemen nannte. Seine Familie ist heute noch im Besitz des Schlosses.

### Heutige Nutzung

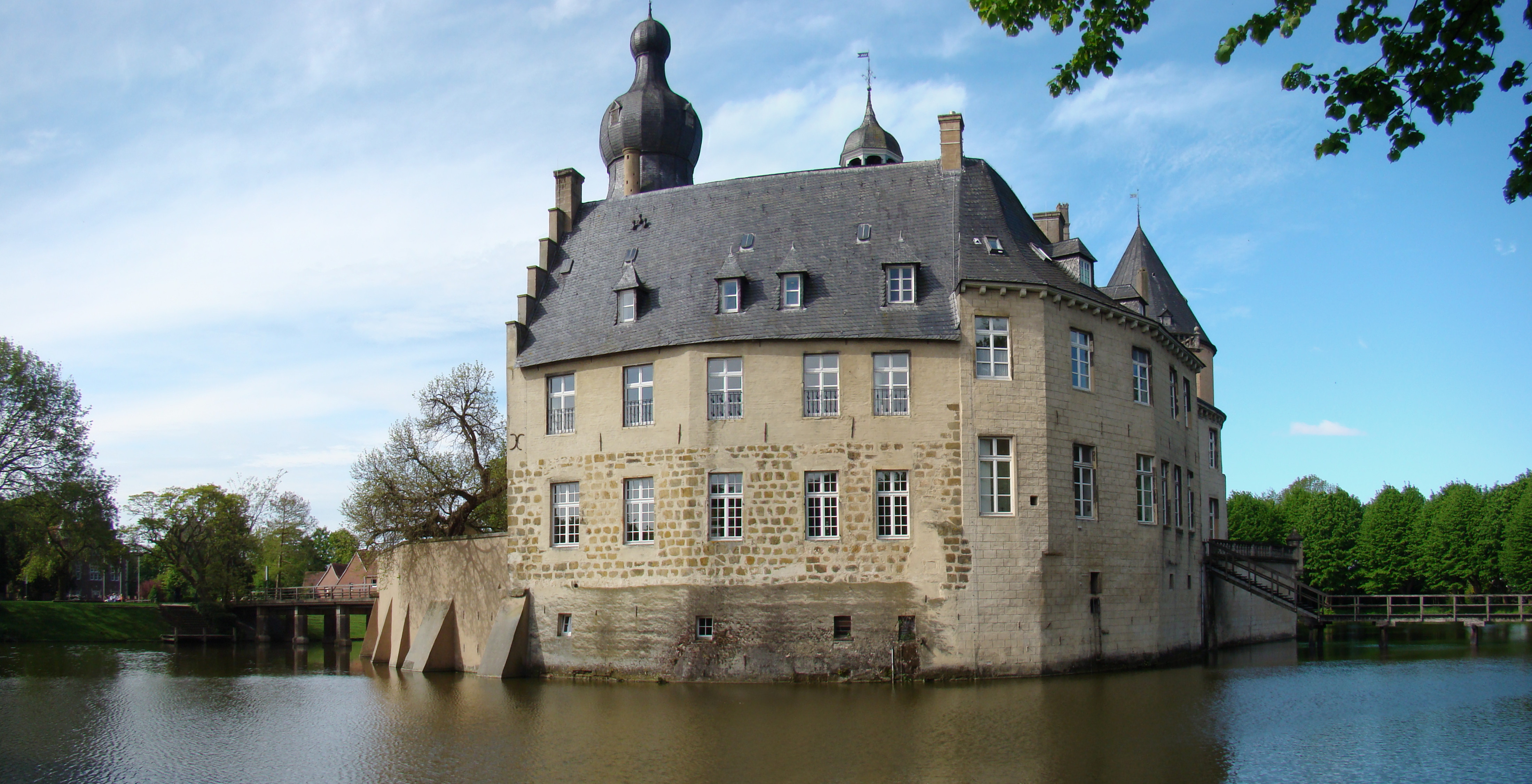
Rückseite

Auf Initiative des damaligen Bischofs von Münster Clemens August Graf von Galen wurde das Schloss 1946 an das Bistum Münster verpachtet und wird seither als dessen Jugendbildungsstätte genutzt. Die sogenannte „Jugendburg Gemen“ ist weit über die Grenzen Nordrhein-Westfalens bekannt und mit über 200 Betten und mehr als 20 Seminarräumen eine der fünf größten Einrichtungen dieser Art in Deutschland. Betreut wird sie in Vertretung der Kirche durch den Kaplan des Schlosses. Neben vielen Kursen unterschiedlichster Träger finden dort vor allem „Tage religiöser Orientierung“ unter der Betreuung eines Pädagogik-Teams statt. Zudem wird samstags abends Eucharistie in der Michaelskapelle und dienstags sowie donnerstags jeweils morgens (7:45 Uhr) in der von-Galen-Kapelle gefeiert.
Ein wesentlicher Schwerpunkt der Arbeit an der Burg sind die musisch-kulturellen Angebote. Diese wurden bereits zu Beginn der Arbeit der Jugendburg von engagieren Musikpädagogen angeregt, die dann zur Gründung der „Werkgemeinschaft Musik im Bistum Münster e. V.“ geführt haben. Jährliche Hauptaktivität ist die Chor- und Instrumentalwoche, die jeweils in der ersten Woche der Herbstferien in Nordrhein-Westfalen stattfindet. Schon seit 1951 treffen sich dabei im Schnitt etwa 120 Personen, um in verschiedenen Workshops generationenübergreifend gemeinsam Musik zu machen.
Die Burg Gemen ist heute zudem Station der 100-Schlösser-Route. Der Radweg verbindet auf 4 Rundkursen die Schlösser im Münsterland.

## Baugeschichte
Es kann angenommen werden, dass die Burg Gemen im 9. oder 10. Jahrhundert als Motte errichtet wurde. Eine erste urkundliche Erwähnung findet sie aber erst im Jahr 1274. Die heutige Schlossanlage ist eine Nachfolgerin dieser ersten Burg, deren Baugeschichte sich im Wesentlichen in fünf Abschnitte gliedert.

### 13. Jahrhundert – Ausbau zur Ringburg

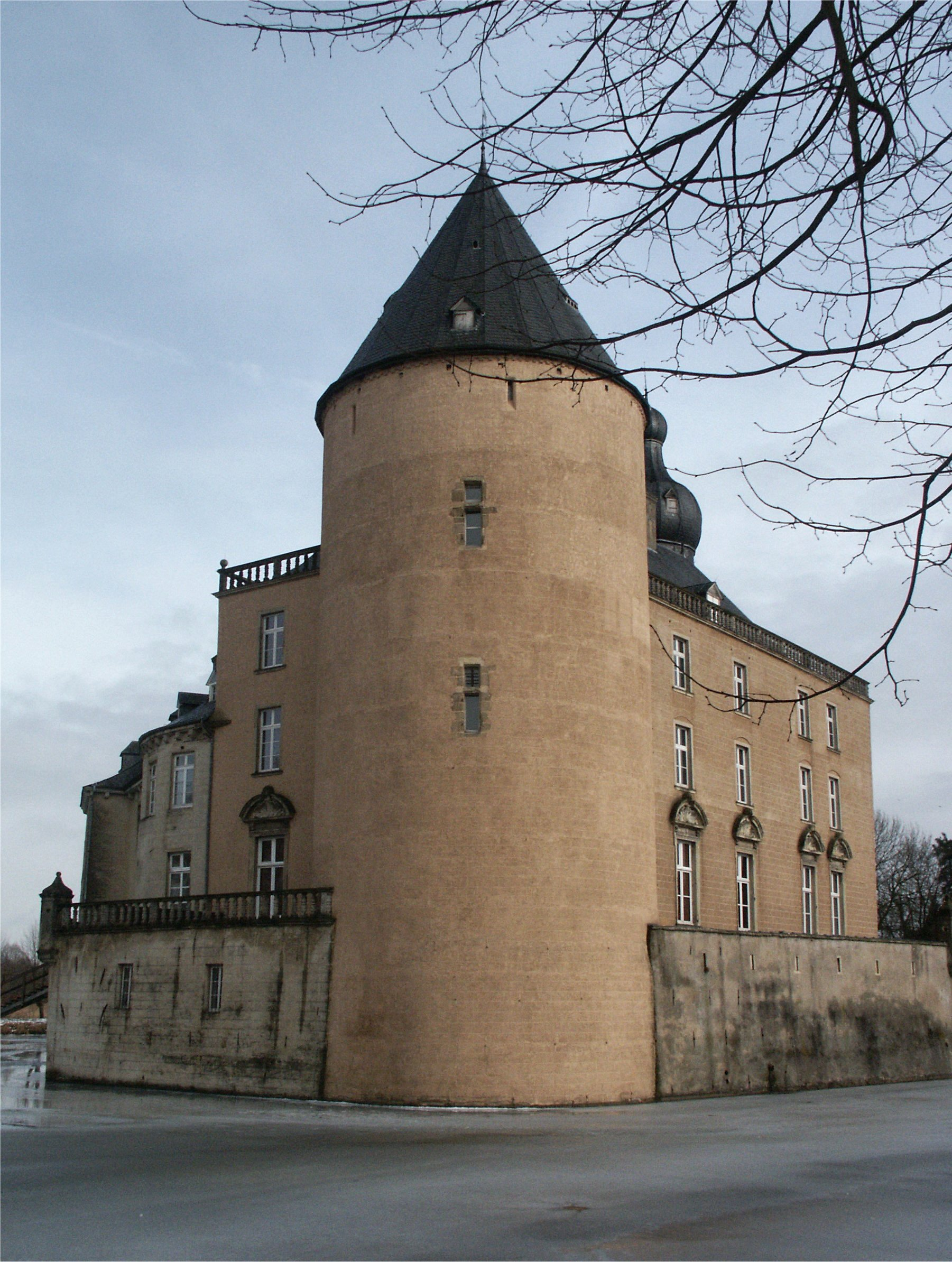
Der Kapellen- oder Batterieturm

Mitte des 13. Jahrhunderts war die Burg unter Goswin von Gemen zu einer Ringburg ausgebaut worden. Der errichtete runde Bergfried, dessen Fundament noch heute erhalten ist, besaß zwei Meter dicke Mauern und war integriert in eine fast kreisrunde Ringmauer. Innerhalb der Mauer wird sich vermutlich ein Wohngebäude befunden haben, jedoch ist dieses nicht mehr mit Sicherheit feststellbar. Von Archäologen wird angenommen, dass diese Anlage die Nachfolgerin einer Turmhügelburg bzw. Motte gewesen ist. Zu jener Zeit war die damalige Burgfreiheit – bestehend aus Häusern von Burgmannen, Handwerkern und Hörigen – bereits auf die Größe des heutigen Ortskerns angewachsen.

### 14. Jahrhundert
Vermutlich im 14. Jahrhundert wurde die Ausdehnung der Hauptburg durch die Errichtung einer neuen Ringmauer fast verdoppelt und erhielt somit einen polygonalen Grundriss. Ein kleiner zweigeschossiger Palas mit einer Grundfläche von 8 mal 17,5 Metern gehörte ebenso zur Bebauung wie vermutlich ein rechteckiger Wohnturm im Norden. Welcher Gestalt mögliche Gebäude im Westen der Kernburg waren, lässt sich heute nicht mehr ermitteln.

### 15. Jahrhundert
Unter Heinrich III. erhielt die Burg Gemen ihre heutige Größe. Bis 1411 ließ er im Westen einen dreigeschossigen Palas mit großen Saal und Gewölbekeller errichten und stockte den Ballturm (den ehemaligen Bergfried) auf vier Geschosse auf. Auch die Erbauung des sogenannten Batterie- oder Kapellenturms aus Backsteinen geht auf ihn zurück. Eine Bermemauer im Süden, Westen und Norden verschaffte der Ringmauer zusätzliche Stabilität.

### 16./17. Jahrhundert

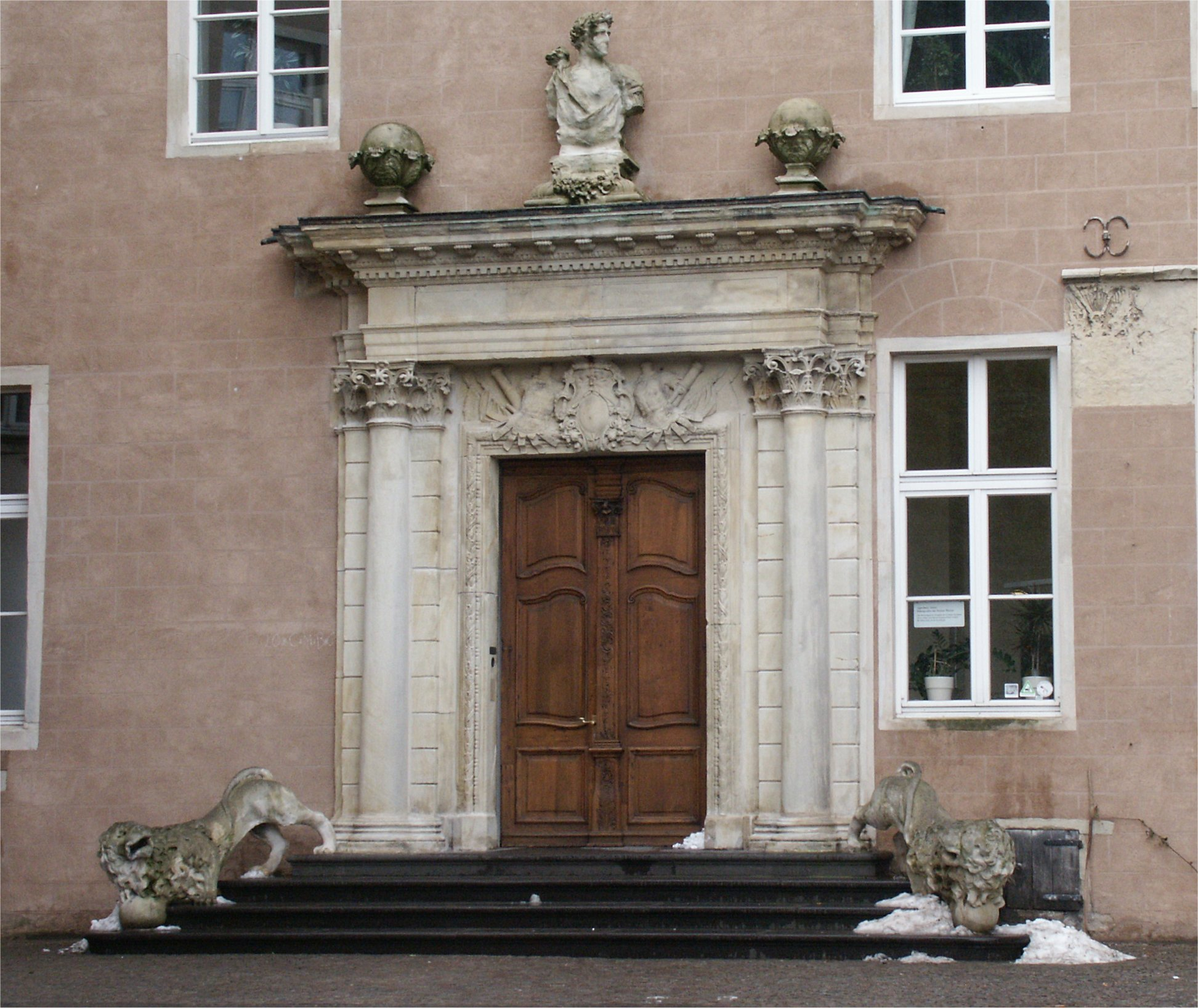
Das Portal

Nach einigen geringfügigen Baumaßnahmen im 16. Jahrhundert, wie zum Beispiel dem Bau eines Uhrenturms im Hof (wohl 1571), erhielt die Anlage unter Hermann-Otto II. von Limburg-Styrum um 1700 im Wesentlichen ihr heutiges Erscheinungsbild als Schloss. Durch kleine architektonische Veränderungen am gotischen Äußeren erhielt Gemen eine leicht barocke Nuance. Das Portal am Nordflügel wurde im klassisch-römischen Stil komplett neu gestaltet. Eine Besonderheit in Westfalen sind hierbei die beiden das Portal flankierenden Löwenstatuen, welche die Treppe abwärts schreiten. Außerdem wurde das Schloss 1692 mit einem gelblich gefärbten Putz verkleidet und durch weiße Farbstriche als Fugenteilung untergliedert.
Im Inneren wurden im Zuge dieser Baumaßnahmen die großen Zimmer in kleinere Kabinette unterteilt und mit Kaminen ausgestattet sowie mit Stuckaturen versehen. Als Ergebnis existiert auf Schloss Gemen heutzutage nur noch mit dem sogenannten Rittersaal ein größerer Saal im nördlichen Teil des westlichen Palas.

### 19./20. Jahrhundert
Bautätigkeiten im 19. und 20. Jahrhundert beschränkten sich vornehmlich auf kleinere Umgestaltungen und Modernisierungsarbeiten, da die Anlage im Zweiten Weltkrieg keine nennenswerten Schäden davontrug. Lediglich die Vorburg erhielt eine vollkommen neue Gestalt. Durch einen Brand 1865 waren die alten Gebäude zerstört, sodass sie ab 1882 im Stil der Neo-Renaissance neu errichtet wurden. Im gleichen Zug wurde auch der heutige repräsentative Schlosszugang angelegt.
Die letzte nennenswerte Baumaßnahme fand 1950 im Erdgeschoss des Ostpalas mit Einrichtung der Michaelskapelle statt.

## Burgherren

### Edelherren von Gemen
- bis ca. 1092 Werembold I. (* ca. 1035; † nach 1092)
- ca. 1092 bis ca. 1118 Bernhard, Sohn Werembolds I. (* ca. 1065; † nach 1118)
- ca. 1118 bis ca. 1151 Werembold II., Sohn Bernhards (* ca. 1097; † nach 1151)
- ca. 1151 bis ca. 1163 Lambert, Sohn Werembolds II. (* ca. 1122; † nach 1163)
- ca. 1163 bis ca. 1203 Israel, Bruder Lamberts (*ca. 1125; † nach 1203)
- ca. 1203 bis ca. 1234 Heinrich I., Sohn Israels (* ca. 1165; † nach 1234)
- ca. 1234 bis ca. 1250 Goswin II., Sohn Heinrichs I. (* ca. 1197; † nach 1250)
- ca. 1250 bis ca. 1280 Gottfried III., Sohn Goswins II. (* ca. 1220; † nach 1287)
- ca. 1280 bis ca. 1317 Goswin III., Sohn Gottfrieds III. (* ca. 1245; † nach 1316)
- ca. 1317 bis ca. 1319 Hermann I., Sohn Goswins III.
- ca. 1319 bis ca. 1345 Heinrich II. Sohn Hermanns I.
- ca. 1345–1368 Johann I., Sohn Heinrichs II. († vor 1369)
- 1368–1424 Heinrich III., Sohn Johanns I. († 26. März 1424)
- 1424–1455 Johann II., Sohn Heinrichs III. (* 1391/1401; † nach 8. März 1458)
- 1455 bis ca. 1458 Johann II. und Heinrich IV., Sohn Johanns II. (* nach 1417; † 1492)
- ca. 1458–1492 Heinrich IV. Mit dem Tode Heinrichs IV. erlischt das Geschlecht der Edelherren und Dynasten von Gemen im Mannesstamm.

Heinrich IV. vererbt die Herrschaft Gemen an seine Tochter Cordula, die sie an ihren Mann Johann IV. von Holstein-Schaumburg bringt.

### Grafen von Holstein-Schaumburg
- 1492–1512 Graf Johann IV. von Holstein-Schaumburg-Gemen
- 1512–1531 Graf Jobst I. von Holstein-Schaumburg-Gemen
- 1531–1581 Graf Jobst II. von Holstein-Schaumburg-Gemen (führt Reformation ein)
- 1581–1597 (od. 1607) Graf Heinrich V. von Holstein-Schaumburg-Gemen
- 1597 (od. 1607)–1635 Graf Jobst Hermann von Holstein-Schaumburg-Gemen

Jobst Hermann stirbt ehelos, Gemen fällt über seine Verwandte Gräfin Agnes von Limburg-Styrum, Äbtissin von Vreden, an deren Neffen Hermann Otto.

### Grafen von Limburg
- 1640–1644 Graf Hermann Otto I. von Limburg-Styrum
- 1644–1657 Graf Adolf Ernst von Limburg-Styrum
- 1657–1704 Graf Hermann Otto II. von Limburg-Gemen
- 1704–1754 Graf Otto Ernst Leopold von Limburg-Gemen
- 1743–1771 Graf Friedrich-Karl von Limburg-Gemen
- 1771–1775 Damian August Philipp Karl, Fürstbischof von Speyer
- 1775–1791 Graf Ferdinand Gotthard Meinrad von Limburg-Styrum zu Illeraichen
  - (1775–1776 Besetzung durch Lippe-Detmold)
- 1791–1798 Graf Karl II. Joseph Maximillian von Limburg-Styrum-Illeraichen
- 1798–1800 Graf Ferdinand August Joseph Johannes Nepomuk Thaddeus von Limburg-Styrum-Illeraichen

Nach dem Tod Ferdinand Augusts fällt Gemen über seine Tante Isabella Charlotte an deren Ehemann Freiherr Ignaz von Bömelberg.

### Freiherren von Bömelberg
- 1800–1822 Freiherr Alois Sebastian von Bömelberg zu Erolzheim

1806 fällt die reichsunmittelbare Herrschaft Gemen durch die Bestimmungen der Rheinbundakte an den Fürsten Friedrich IV. zu Salm-Kyrburg, 1815 durch den Wiener Kongress dann an Preußen.
1822 verkauft Alois Sebastian von Bömelberg die Standesherrschaft Gemen an Johann Ignatz Franz von Landsberg-Velen.

### Grafen von Landsberg-Velen und Gemen
- 1822–1863 Freiherr Johann Ignatz Franz von Landsberg-Velen, ab 1840 Graf von Landsberg-Velen und Gemen
- 1863–1898 Graf Friedrich von Landsberg-Velen und Gemen
- 1898–1902 Graf Max Franz von Landsberg-Velen und Gemen
- 1902–1921 Graf Max Friedrich von Landsberg-Velen und Gemen
- 1921–1942 Max Graf von Landsberg-Velen und Gemen
- 1942–2012 Max-Dieter Graf von Landsberg-Velen und Gemen
- seit 2012 Jakob Graf von Landsberg-Velen und Gemen

## Briefmarkenserie Burgen und Schlösser
Im Jahre 1977 widmete die Deutsche Bundespost in einer Dauermarkenserie dem Thema Burgen und Schlösser. Die im Januar 1979 ergänzend erschienene Marke mit einem Wert von 25 Pfennig bildet die Burg Gemen ab. Das Motiv wurde auch von der Deutschen Bundespost Berlin übernommen.
Die Marken werden unter den Michel-Nummern 996 (BRD) bzw. 587 (Berlin) geführt und wurden von Heinz Schillinger gestaltet.